# Filtrazione tangenziale
La filtrazione tangenziale è un metodo di filtrazione ove il flusso del fluido da filtrare scorre tangenzialmente rispetto alla superficie del filtro (altro metodo è dove il flusso del liquido da filtrare impatta perpendicolarmente alla superficie filtrante). Effetto peculiare di questo metodo di filtrazione è che il deposito filtrato scivola via sulla superficie filtrante, a condizione che abbia una porosità sufficientemente bassa così da effettuare la filtrazione non tra le maglie interne spugnose di trattenuta, ma sulla faccia di contatto.